# Donald Roy Pettit
Donald Roy Pettit (Silverton, Oregon, 1955. április 20. –) amerikai vegyészmérnök, űrhajós.

## Életpálya
1978-ban az Oregon Főiskolán szerzett vegyészdiplomát. 1983-ban az Arizonai Egyetemen doktorált. 1984-től 1996-ig a Los Alamos National Laboratory munkatársa.
1996. május 1-től részesült űrhajóskiképzésben a Lyndon B. Johnson Űrközpontban, valamint a Jurij Gagarin Űrhajóskiképző Központban. Három űrszolgálata alatt összesen 369 napot, 16 órát és 42 percet töltött a világűrben. Kettő űrsétája (kutatás, szerelés) alatt összesen 0,56 napot töltött az űrállomáson kívül.

## Űrrepülések
- STS–113 az Endeavour űrrepülőgép küldetés specialistája. Első űrszolgálata alatt összesen 161 napot, 1 órát és 14 percet töltött a világűrben. Kettő űrséta (kutatás, szerelés) alatt összesen 0,56 napot töltött az űrállomáson kívül. Szojuz TMA–1 mentőegység fedélzetén tért vissza a Földre.
- STS–126 az Endeavour űrrepülőgép 22. repülésén küldetés specialista. Második űrszolgálata alatt összesen 15 napot, 20 órát, 29 percet és 37 másodpercet töltött a világűrben. Az első amerikai űrhajós, aki orosz űrszállítóval tért vissza a Földre.
- Szojuz TMA–03M fedélzeti mérnök. Harmadik űrszolgálata alatt összesen 192 napot, 18 órát és 58 percet töltött a világűrben.

### Tartalék személyzet
Szojuz TMA–02M fedélzeti mérnök